# Pardosa prosaica
Pardosa prosaica är en spindelart som beskrevs av Chamberlin och Ivie 1947. Pardosa prosaica ingår i släktet Pardosa och familjen vargspindlar. Inga underarter finns listade i Catalogue of Life.